# Лександ
Лександ (швед. Leksand) — містечко (tätort, міське поселення) у центральній Швеції в лені  Даларна. Адміністративний центр комуни  Лександ.

## Географія
Містечко знаходиться у центральній частині лена  Даларна за 220 км на північний захід від Стокгольма.

## Історія
Лександ до початку ХХ століття був невеликим поселенням.

## Герб міста
Герб ландскомуни Лександ було прийнято 1950 року. 
Сюжет герба: у золотому полі чорний ключ вушком додолу, борідкою вправо.
Церква у Лександі була посвячена Святому Петрові. Тому на парафіяльній печатці з 1625 року фігурує ключ як атрибут цього святого. Такий сюжет і ліг в основу сучасного герба комуни.
Після адміністративно-територіальної реформи, проведеної у Швеції на початку 1970-х років, муніципальні герби стали використовуватися лишень комунами. Цей герб був 1971 року перебраний для нової комуни Лександ. 

## Населення
Населення становить 6 337 мешканців (2018). 

## Спорт
У місті базується хокейний клуб Лександс ІФ, 4-разовий чемпіон Швеції. Також тут функціонують баскетбольний клуб Лександс БСК, футбольний Лександс ІФ ФК та інші спортивні організації.

## Галерея

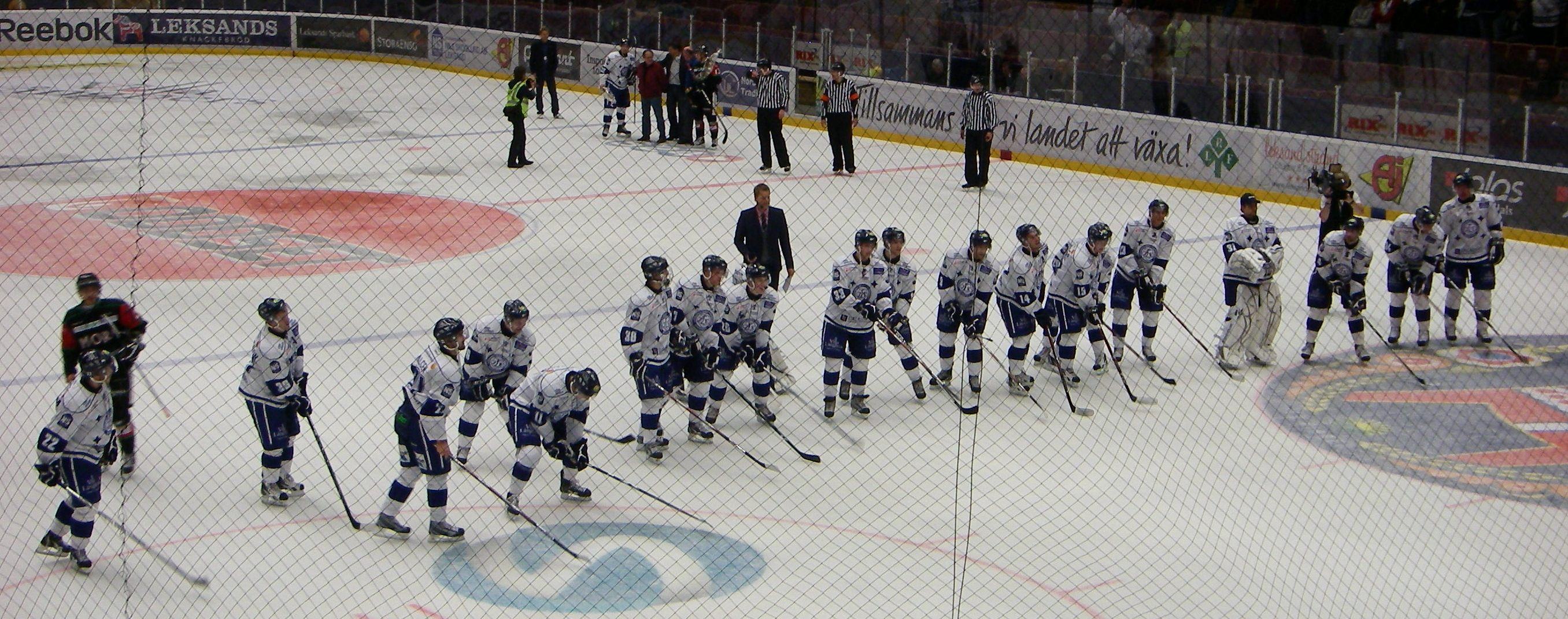
Хокейний клуб з Лександа
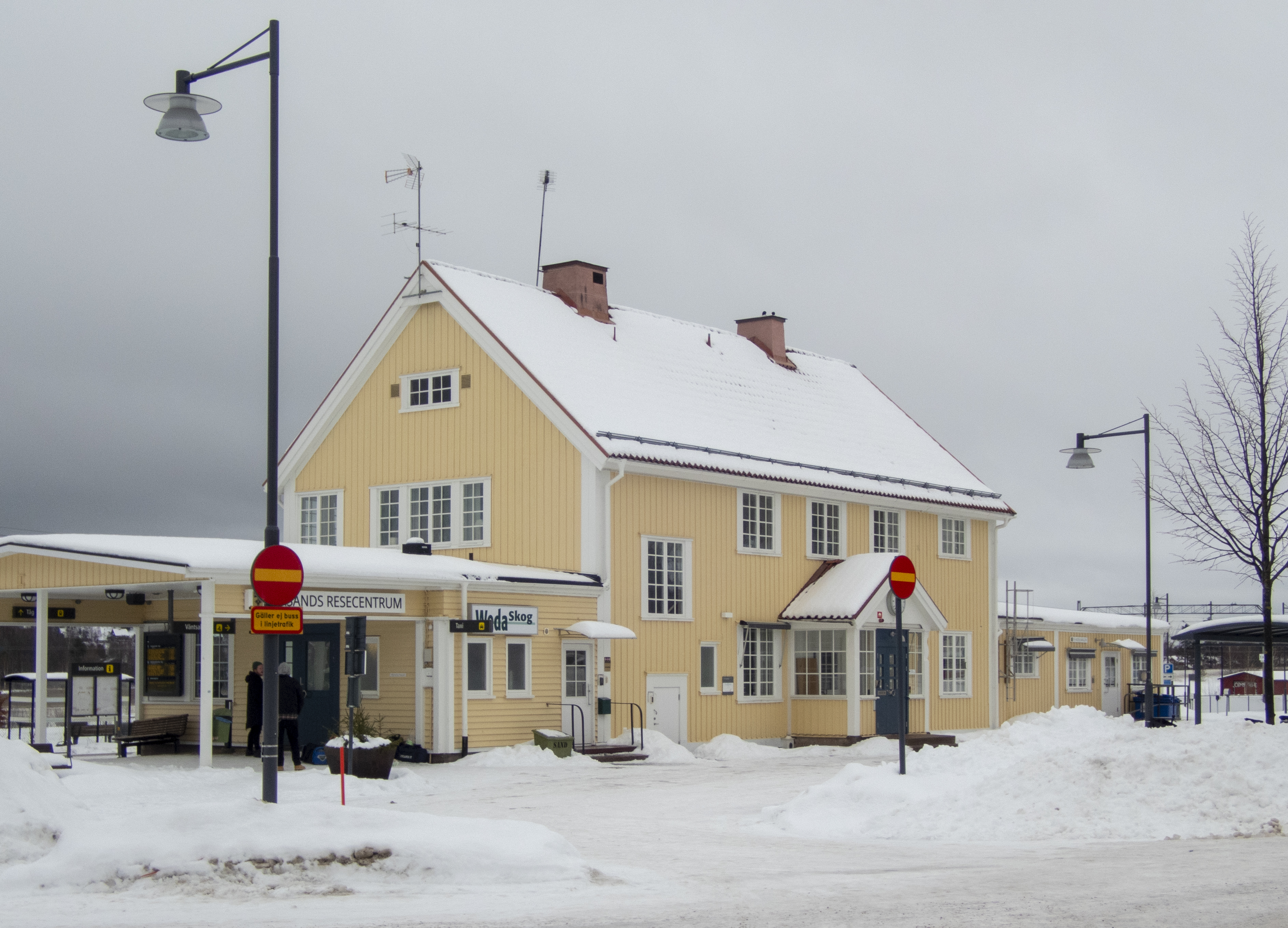
Залізнична станція
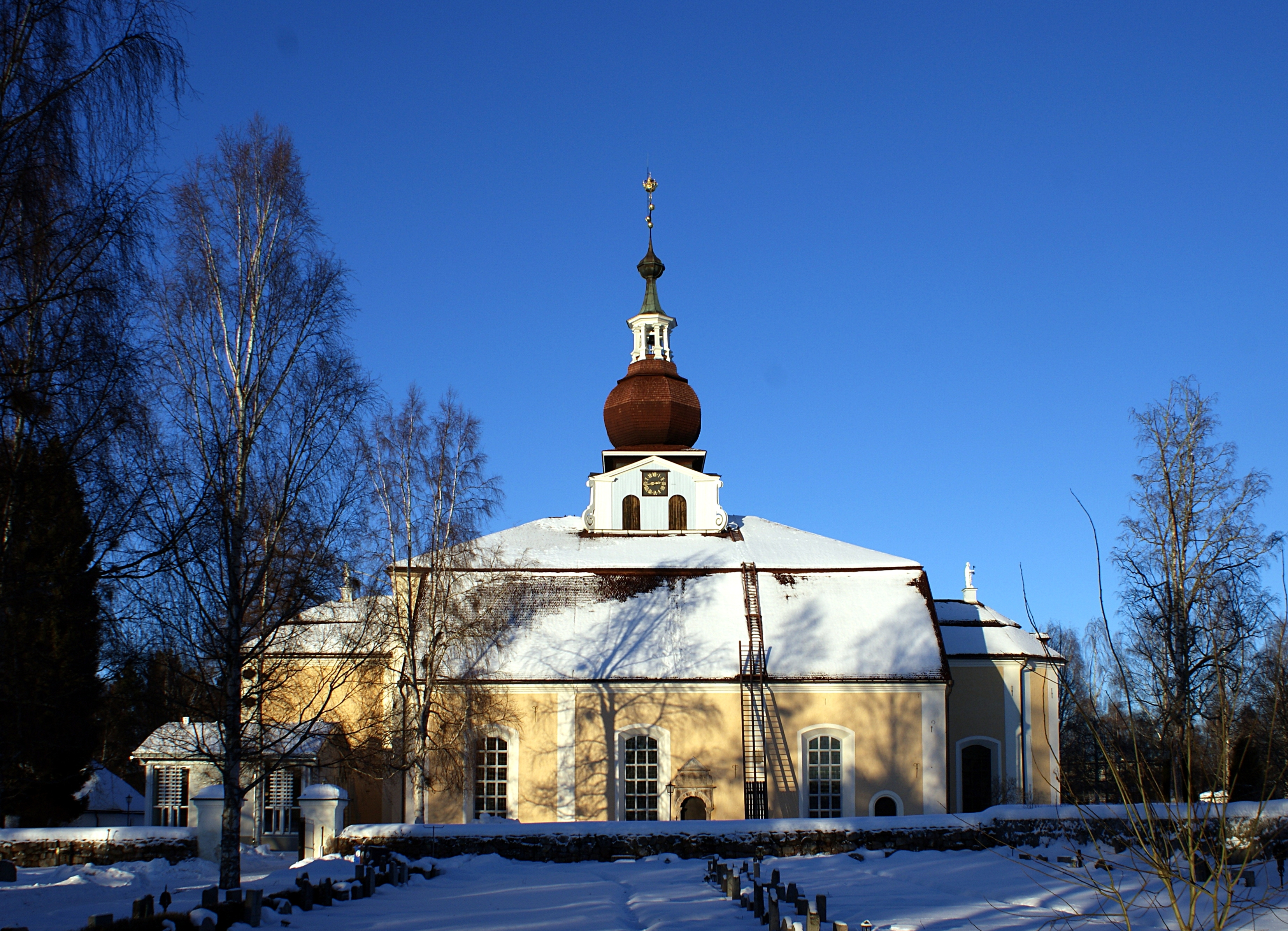
Церква
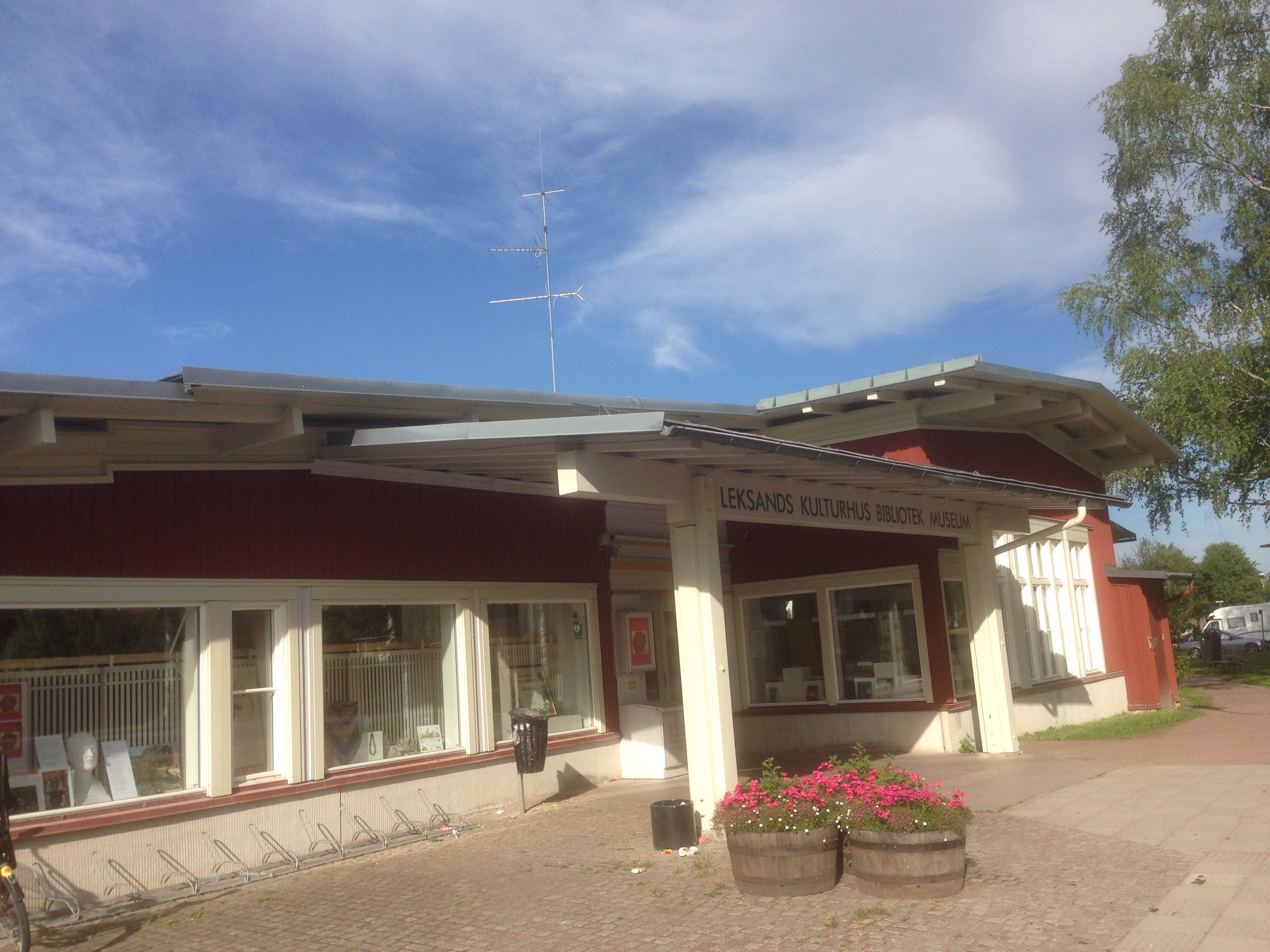
Міська бібліотека
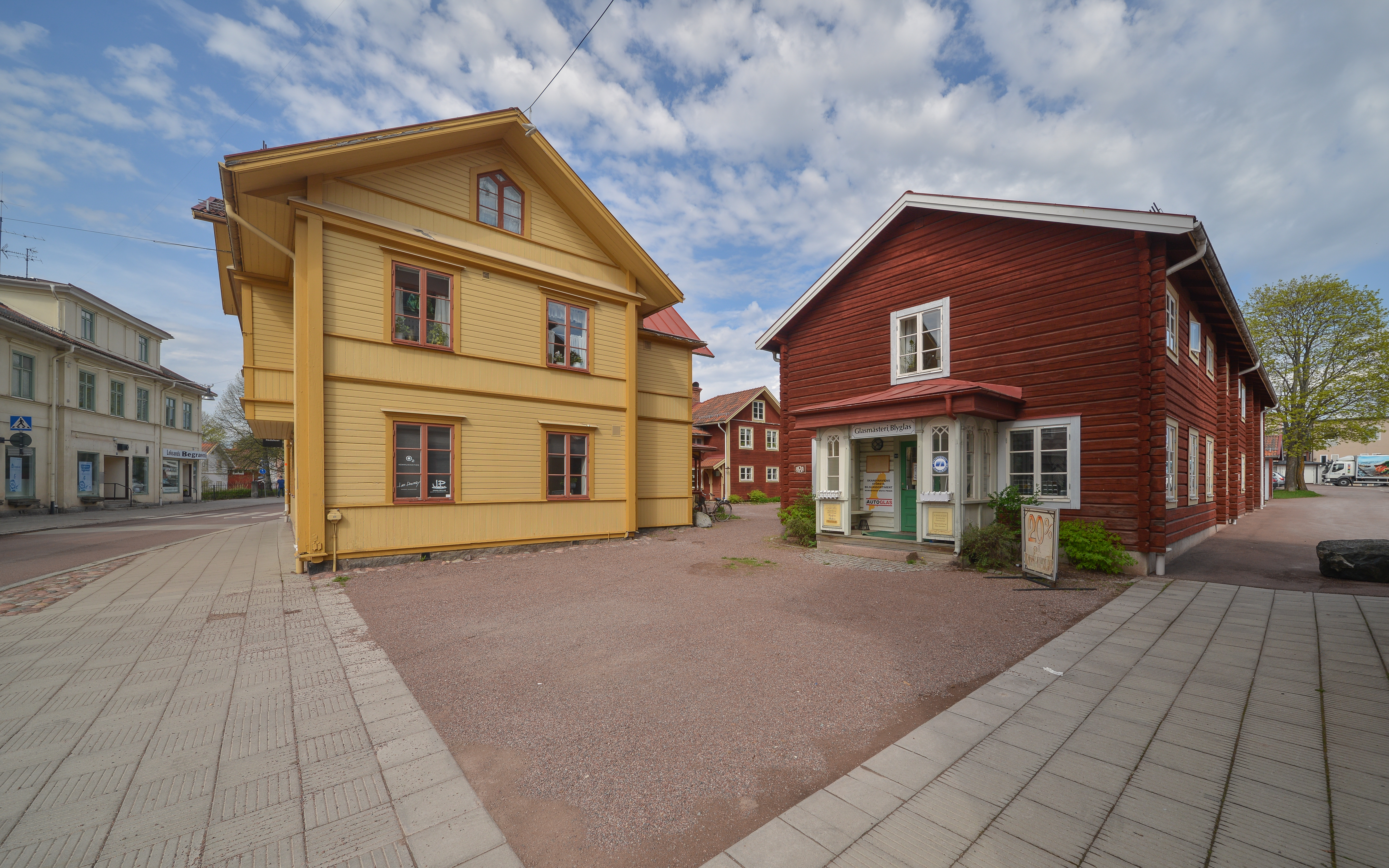
У центрі міста

## Покликання
- Сайт комуни Лександ [Архівовано 13 листопада 2020 у Wayback Machine.]